# The Litanies of Satan
The Litanies of Satan è l'album di debutto della cantante statunitense Diamanda Galás.

## Il disco
Il brano omonimo, che occupa l'intero lato A del disco, è ispirato a Les Litanies de Satan di Charles Baudelaire.
Wild Women with Steak-Knives, che occupa il secondo lato dell'album, è un lungo assolo vocale in cui la Galàs si produce in un completo repertorio di urla, grida e versi, apparentemente caotici ma in realtà sapientemente controllati ed emessi grazie ad una profondissima concentrazione, rappresentando di fatto uno dei brani cantati musicalmente più radicali della storia.

## Accoglienza
| Recensione     | Giudizio |
| -------------- | -------- |
| Rumore         | 90/100   |
| Piero Scaruffi | 8/10     |

The Litanies of Satan ricevette giudizi entusiastici da parte della critica. Stefano Morelli della rivista Rumore dichiara che "(l'album) è archetipo romantico, baudelairiano appunto, simbolo dell'incompreso, del reietto, dell'emarginato, che malgrado tutto combatte eroicamente per il diritto a esistere".

## Tracce

### Lato A
1. The Litanies of Satan – 17:48

### Lato B
1. Wild Women with Steak-Knives (The Homicidal Love Song for Solo Scream) – 12:04

## Crediti
- Diamanda Galás – Voce
- Dave Hunt – produzione; ingegnere del suono per "The Litanies of Satan"
- Dick O'Dell – produttore esecutivo
- Richard Zvonar – ingegnere del suono per "Wild Women with Steak-Knives"
- Durane Rene Begault – assistente ingegnere del suono per "Wild Women with Steak-Knives"
- Will Gullette – foto di copertina
- Martyn Lambert – copertina